# Brachythecium vanekii
Brachythecium vanekii là một loài rêu trong họ Brachytheciaceae. Loài này được Šmarda mô tả khoa học đầu tiên năm 1953.